# U-81
L'U-81 fu un sommergibile tedesco tipo VIIC al servizio della Marina militare tedesca durante la seconda guerra mondiale. Partecipò alla battaglia dell'Atlantico e alla battaglia del Mediterraneo e affondò un totale di ventisette navi, inclusa la portaerei britannica HMS Ark Royal. Fu affondato il 9 gennaio 1944 a Pola da bombardieri statunitensi.

## Impiego operativo
L'U-81 venne varato presso i cantieri Bremer Vulkan-Vegesacker Werft di Brema-Vegesack il 22 febbraio 1941 ed entrò in servizio con la Kriegsmarine, la marina militare tedesca, il 26 aprile seguente, messo al comando dall'Oberleutnant zur See (sottotenente di vascello) Friedrich Guggenberger, promosso Kapitänleutnant (tenente di vascello) il 1º settembre.
L'U-81 eseguì il suo primo pattugliamento in mare in forza alla 1. Unterseebootsflottille (1ª flottiglia U-Boot) dal 17 luglio al 7 agosto 1941, ancora identificato come sommergibile in fase di messa a punto e addestramento. Ottenuto lo status di U-Boot di prima linea il 1º agosto, il sommergibile cominciò il 27 del mese da Trondheim, in Norvegia, il suo secondo pattugliamento con destinazione Brest, dove arrivò il 19 settembre dopo aver affondato due mercantili britannici al largo di Capo Farewell (9 e 10 settembre).
Giunto l'ordine di dirigersi verso il teatro del Mediterraneo, il Kapitänleutnant Guggenberger salpò da Brest assieme all'equipaggio il 29 ottobre, ma il giorno dopo venne attaccato con bombe di profondità da un Catalina e da un Lockheed Hudson britannici che gli procurarono danni tali da obbligarlo a fare ritorno a Brest per le dovute riparazioni. Il 4 novembre il sommergibile poté riprendere il largo (inizialmente si scoprì che a bordo non c'erano carte nautiche sulla zona d'operazioni e l'equipaggio dovette fare ritorno al porto, perdendo alcune ore di tempo) navigando verso il porto italiano di La Spezia, segnando subito un grande successo per le forze dell'Asse silurando il 13 novembre la portaerei britannica HMS Ark Royal, affondata il giorno successivo durante il traino a Gibilterra. I cacciatorpediniere di scorta lanciarono qualche bomba di profondità, ma l'U-81 riuscì ad arrivare a La Spezia il 10 dicembre indenne. Nel frattempo, il 1º dicembre, era passato in organico alla 29. Unterseebootsflottille. Dopo un infruttuoso pattugliamento nel Mediterraneo durato trentasette giorni, l'U-81 tornò ad affondare numerose navi durante il suo quinto pattugliamento, in trasferta da La Spezia all'isola greca di Salamina: dal 16 al 22 aprile 1942 colò a picco silurando, sparando col cannone o speronando, sette navi (una francese, una britannica e cinque egiziane di piccolo tonnellaggio), cannoneggiando anche alcuni obiettivi nel porto di Haifa (Israele) il 17 aprile, nelle cui acque aveva anche rilasciato delle mine navali nei due giorni precedenti. Arrivato il 25 aprile a Salamina, da qui ripartì il 6 maggio per un altro pattugliamento, il sesto, conclusosi il 3 giugno senza avvenimenti degni di nota. L'U-81 venne quindi riassegnato a La Spezia e, durante il trasferimento, ebbe modo di affondare una petroliera britannica, il 10 giugno al largo di Alessandria d'Egitto, a cui si aggiunsero altri due mercantili britannici il 10 e il 13 novembre. Il comandante Guggenberger guidò per l'ultima volta l'U-81 durante il nono pattugliamento del sommergibile, iniziato a La Spezia il 24 novembre e terminato a Pola il 21 dicembre senza nessun successo.
Il 25 dicembre 1942 infatti il comando dell'U-81 passò all'Oberleutnant zur See Johann-Otto Krieg, che subito aumentò il numero di vittorie del sommergibile affondando quattro navi durante un viaggio da Pola a Salamina. Nei successivi pattugliamenti (undicesimo, dodicesimo e tredicesimo), facendo la spola da Salamina a Pola, l'U-81 colò a picco un totale di otto navi rendendone inservibile un'altra, correndo solamente il pericolo, il 27 giugno 1943, di venir cannoneggiato dalle batterie costiere di Laodicea, senza peraltro subire danni. Dopo altri due piatti pattugliamenti iniziati e finiti a Pola, il battello della Kriegsmarine siglò un altro successo, l'ultimo, il 18 novembre, ai danni del mercantile britannico Empire Dunstan. Nel successivo e ultimo pattugliamento (il diciassettesimo, dal 30 dicembre 1943 al 3 gennaio 1944) infatti l'U-81 non effettuò nessun affondamento. Il 9 gennaio seguente venne affondato nel porto di Pola da un bombardamento compiuto da aerei statunitensi, durante il quale morirono anche due membri dell'equipaggio. Recuperato il 22 aprile, venne quindi smantellato.

## Affondamenti
Dati tratti da uboat.net
| Data              | Nome              | Tonnellaggio |
| ----------------- | ----------------- | ------------ |
| 9 settembre 1941  | Empire Springbuck | 5.591        |
| 10 settembre 1941 | Sally Mærsk       | 3.252        |
| 13 novembre 1941  | HMS Ark Royal     | 22.600       |
| 16 aprile 1942    | Bab el Farag      | 105          |
| 16 aprile 1942    | Caspia            | 6.018        |
| 16 aprile 1942    | Fatouh el Kher    | 97           |
| 16 aprile 1942    | FFL Vikings       | 1.150        |
| 19 aprile 1942    | Hefz el Rahman    | 90           |
| 22 aprile 1942    | Aziza             | 100          |
| 22 aprile 1942    | El Saadiah        | 122          |
| 10 giugno 1942    | Havre             | 2.073        |
| 10 novembre 1942  | Garlinge          | 2.012        |
| 13 novembre 1942  | Maron             | 6.487        |
| 11 febbraio 1943  | Al Kasbanah       | 110          |
| 11 febbraio 1943  | Dolphin           | 135          |
| 11 febbraio 1943  | Husni             | 107          |
| 11 febbraio 1943  | Sabah el Kheir    | 36           |
| 20 marzo 1943     | Bourghieh         | 244          |
| 20 marzo 1943     | Mawahab Allah     | 77           |
| 28 marzo 1943     | Rousdi            | 133          |
| 17 giugno 1943    | Yoma              | 8.131        |
| 25 giugno 1943    | Nisr              | 80           |
| 26 giugno 1943    | Nelly             | 80           |
| 26 giugno 1943    | Toufic Allah      | 75           |
| 27 giugno 1943    | Michalios         | 3.742        |
| 22 luglio 1943    | Empire Moon       | 7.472        |
| 18 novembre 1943  | Empire Dunstan    | 2.887        |

## Comandanti
Lista di comandanti dell'U-81 e relativa data di assunzione del comando:
- Kapitänleutnant Friedrich Guggenberger: 26 aprile 1941;
- Oberleutnant zur See Johann-Otto Krieg: 25 dicembre 1942;